# Szadykierz
Szadykierz [pronunciación en polaco: /ʂaˈdɨkʲɛʂ/] es un pueblo en el distrito administrativo de Gmina Ceków-Kolonia, dentro del Distrito de Kalisz, Voivodato de Gran Polonia, en el centro-oeste de Polonia. Se encuentra a unos 3 kilómetros al noroeste de Ceków-Kolonia, 21 kilómetros al noreste de Kalisz, y 108 kilómetros al sureste de la capital regional, Poznań.